# Antoni Furdal
Antoni Furdal (ur. 22 maja 1928 w Rososzy pod Garwolinem , zm. 8 czerwca 2019) – polski językoznawca, polonista i slawista  .

## Życiorys
W latach 1948–1952 studiował na Uniwersytecie Jagiellońskim filologię polską i słowiańską ; był uczniem Kazimierza Nitscha i Tadeusza Lehra-Spławińskiego . Habilitację uzyskał w 1965 roku na Uniwersytecie Wrocławskim , tam też został mianowany profesorem nadzwyczajnym w 1973 roku, a profesorem zwyczajnym – w 1981 roku  .
Był zatrudniony w Zakładzie Językoznawstwa Polskiej Akademii Nauk w Krakowie, później zaś na Uniwersytecie Wrocławskim, gdzie od 1970 roku był kierownikiem Katedry Językoznawstwa Ogólnego. Od roku 1979 pracował także w Wyższej Szkole Pedagogicznej w Opolu (wcześniej Wyższa Szkoła Pedagogiczna we Wrocławiu, obecnie Uniwersytet Opolski) .
Dwukrotnie wyróżniony nagrodą resortową (w 1978 i 1981 – nagroda zespołowa). Był odznaczony m.in. Krzyżem Kawalerskim Orderu Odrodzenia Polski oraz Medalem Komisji Edukacji Narodowej.

## Badania naukowe
Prace naukowe Antoniego Furdala dotyczą przede wszystkim: dialektologii języka polskiego, stylistyki, semiotyki, słowiańskiej fonologii historycznej oraz teorii języka  .
Do ważniejszych jego publikacji zaliczyć można  :
- Mazowieckie dyspalatalizacje spółgłosek wargowych miękkich (1955)
- Rozpad języka prasłowiańskiego w świetle rozwoju głosowego (1961)
- O przyczynach zmian głosowych w języku polskim (1964)
- Klasyfikacja odmian współczesnego języka polskiego (1973)
- Językoznawstwo otwarte (1977)

Opublikował także powieść pt. Każdy ma swego młodszego brata (1994) .